# 백자청화매죽문시명병
백자청화매죽문시명병(白磁靑畵梅竹文詩銘甁)은 서울특별시 관악구 호림박물관에 있는, 조선시대에 만들어진 공처럼 둥글게 팽배하였으면서도 약간 갸름한 몸통과 적당한 굵기와 길이의 목, 그리고 밖으로 말린 입술 부분을 가진 백자병이다. 2004년 10월 30일 서울특별시의 유형문화재 제198호로 지정되었다.

## 개요
공처럼 둥글게 팽배하였으면서도 약간 갸름한 몸통과 적당한 굵기와 길이의 목, 그리고 밖으로 말린 입술 부분을 가진 백자병이다.
이러한 모양의 몸통은 주로 18세기 백자병에서 볼 수 있는 특징이다. 몸통의 중앙부 앞․뒷면에는 가는 줄기의 대나무와 아직 잎이 나지 않은 채 꽃만 피어 있는 한 그루의 매화나무를 청화(靑畵)로 그려 넣고 그 사이 면에는 우리나라 자기에 많이 시문되는 시구(詩句)가 능숙한 서체로 쓰여 있다.
유태색(釉胎色)은 18세기의 전형적인 유백색(乳白色)이다.
대나무 아래 지표면을 시문하고 정갈한 서체의 시구(詩句)를 적어놓은 수작이다.

## 참고 문헌
- 백자청화매죽문시명병 - 국가유산청 국가유산포털